# Registro Nacional de Identificación y Estado Civil
El Registro Nacional de Identificación y Estado Civil (Reniec), es un organismo autónomo del Estado Peruano encargado de la identificación de los peruanos, otorgando el Documento Nacional de Identidad (DNI), registrando hechos vitales como nacimientos, matrimonios civiles, defunciones, divorcios y otros que modifican el estado civil. Durante los procesos electorales, proporciona el Padrón Electoral que se utilizará en las elecciones.
Fue creado mediante la Ley N.º 26497 del 12 de julio de 1995, en concordancia con el 177.º artículo y el 183.er artículo de la Constitución Política del Perú. Tiene su sede en Lima, Perú y la actual jefa nacional es Carmen Velarde Koechlin.

## Historia

### Durante el Virreinato del Perú
Durante el virreinato la labor de registrar los nacimientos, defunciones o estado civil ejercida por la Iglesia católica a través de las parroquias, rigiéndose por el Derecho Canónico. La Corona Española mediante Real Orden del 21 de marzo de 1749, ordenó la formación de estados mensuales de los nacimientos, matrimonios y defunciones, encargándoles el cuidado y custodia de estos libros en las mismas parroquias.

### Inicios de la República del Perú
El 28 de julio de 1852 se promulga el primer Código Civil peruano, en el cual se crean los Registros del Estado Civil, cuya gestión estaba a cargo de los gobernadores distritales. Al establecerse las municipalidades mediante la Constitución peruana de 1856, son los alcaldes provinciales y distritales los encargados de administrar y llevar los libros de Registro del Estado Civil.
La finalidad de establecer registros de identificación se debió a la necesidad de conocer el número de ciudadanos con los que contaba cada jurisdicción para efectos de los procesos electorales. Con tal objeto, se creó un documento de identidad denominado libreta electoral.

### Época contemporánea
La Constitución peruana de 1993 crea el Registro Nacional de Identificación y Estado Civil (Reniec) como un organismo encargado de la inscripción de hechos vitales y modificatorios del estado civil. En 1995, mediante la Ley Orgánica del Reniec se crea el Registro Único de Identificación de las Personas Naturales, estableciéndose el Documento Nacional de Identidad (DNI) como cédula de identidad personal y documento exclusivo para ejercer el derecho de sufragio, en sustitución de la libreta electoral.
En 2000, se promulgó una actualización del Texto Único de Procedimientos Administrativos para prevenir que las firmas sean falsificadas y así garantizar los procesos electorales. El Reniec fue elegida como la institución pública más confiable del país, según estudios de investigación realizados por importantes empresas encuestadoras entre 2008 y 2010. Años después, en 2025, una funcionaria del Ministerio del Interior filtró información de 15 millones de personas registradas en el sistema, como fotografías, firmas y direcciones, tras obtener acceso a la base de datos de la institución. Como resultado, Reniec estableció un sistema de autenticación facial para acceder a información sensible.
Actualmente, este organismo se encuentra en proceso de implementación del DNI electrónico desde el 15 de julio de 2013 el cual reemplazará gradualmente al DNI actual.

## Jefe
El Jefe Nacional del Registro Nacional de Identificación y Estado Civil es nombrado por el Consejo Nacional de la Magistratura (desde 2020, por la Junta Nacional de Justicia), originalmente con base en una terna propuesta por el Comité Consultivo del Registro Nacional de Identificación y Estado Civil, por un período renovable de cuatro (4) años, conforme al artículo 183 de la Constitución Política del Perú. El Consejo Consultivo del Registro Nacional de Identificación y Estado Civil estaba compuesto por tres miembros, uno designado por la Corte Suprema, uno por el Ministerio de Justicia y uno por el Ministerio del Interior, por un período renovable por igual duración de dos (2) años. Les afectan las mismas incompatibilidades que la ley prevé para el Jefe del Registro de Identificación y Estado Civil.
No obstante al desactivarse el CNM en 2018, la facultad de nombrar al jefe del Reniec cae en la instalada Junta Nacional de Justicia, quienes ya no convocan al Consejo Consultivo, sino realizan un concurso público de méritos similar al realizado para nombrar al jefe del ONPE, para el nombramiento del jefe nacional. El jefe es ratificado mediante votación por los miembros de la Junta en estricto orden de mérito.
Mediante la actual forma de nombramiento, en 2020 fue nombrada como jefa nacional la abogada Carmen Velarde Koechlin, quien además anteriormente había formado parte del Consejo Consultivo.

## Funciones

Características del DNI electrónico

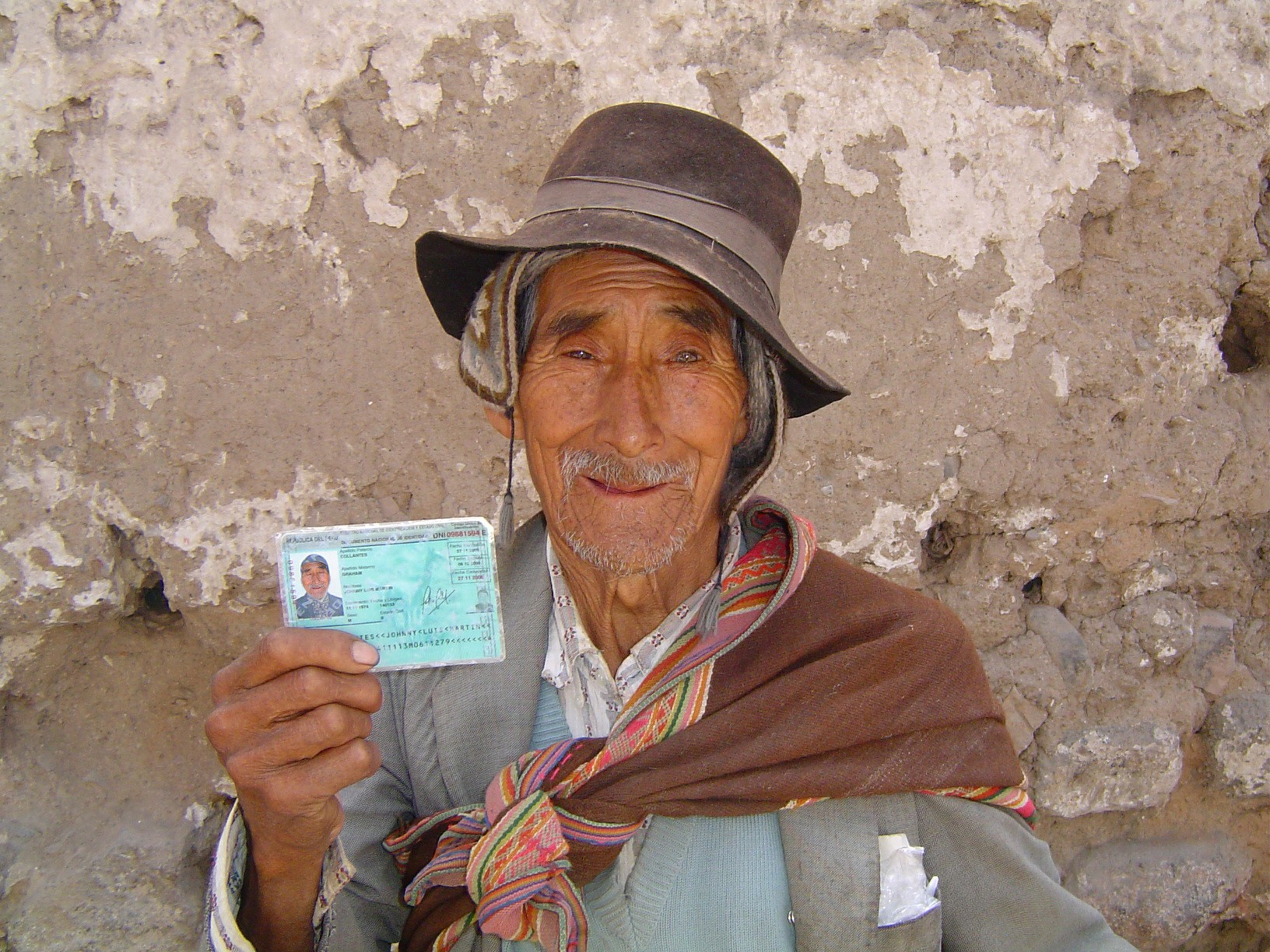
Poblador rural mostrando su DNI

De acuerdo con la Resolución Jefatural N.º 527‑2009‑JEF‑RENIEC del 18 de agosto de 2009, que aprueba el Reglamento de Organización y Funciones del RENIEC, las funciones de este organismo son las siguientes: 
- Planear, organizar, dirigir, normar y racionalizar las inscripciones de su competencia;
- Registrar los nacimientos, matrimonios, divorcios, defunciones y demás actos que modifiquen el estado civil de las personas; así como las resoluciones judiciales o administrativas que a ellos se refieran susceptibles de inscripción y, los demás actos que señale la ley;
- Emitir las constancias de inscripción correspondientes;
- Preparar y mantener actualizado el padrón electoral en coordinación con la Oficina Nacional de Procesos Electorales;
- Proporcionar al Jurado Nacional de Elecciones y a la Oficina Nacional de Procesos Electorales, la información necesaria para el cumplimiento de sus funciones;
- Mantener el Registro de Identificación de las personas;
- Emitir el Documento Único que acredita la identidad de las personas; así como sus duplicados;
- Promover la formación de personal calificado que requiera la institución, así como de los Registradores Civiles y demás personal que integra el Sistema Registral;
- Colaborar con el ejercicio de las funciones de las autoridades policiales y judiciales pertinentes para la identificación de las personas, dejando a salvo lo establecido en el inciso siguiente y en los incisos 1, 5 y 6 del 2.º artículo de la Constitución Política del Perú
- Velar por el irrestricto respeto del derecho a la intimidad e identidad de la persona y los demás derechos inherentes a ella derivados de su inscripción en el registro;
- Garantizar la privacidad de los datos relativos a las personas que son materia de inscripción;
- Implementar, organizar, mantener y supervisar el funcionamiento de los registros dactiloscópico y pelmatoscópico de las personas;
- Brindar durante los procesos electorales, la máxima cooperación a la Oficina Nacional de Procesos Electorales, facilitando, de ser necesario, el uso de su infraestructura, material y recursos humanos,
- Realizar la verificación de la autenticidad de las firmas de adherentes para procesos señalados por la Ley, así como para el ejercicio de los derechos políticos previstos en la Constitución y las Leyes;
- Emitir los Certificados Raíz para las Entidades de Certificación para el Estado Peruano que lo soliciten;
- Mantener la confidencialidad de la información relativa a los solicitantes y titulares de certificados digitales; y
- Cumplir las demás funciones que se le encomiende por ley.

## Sedes regionales

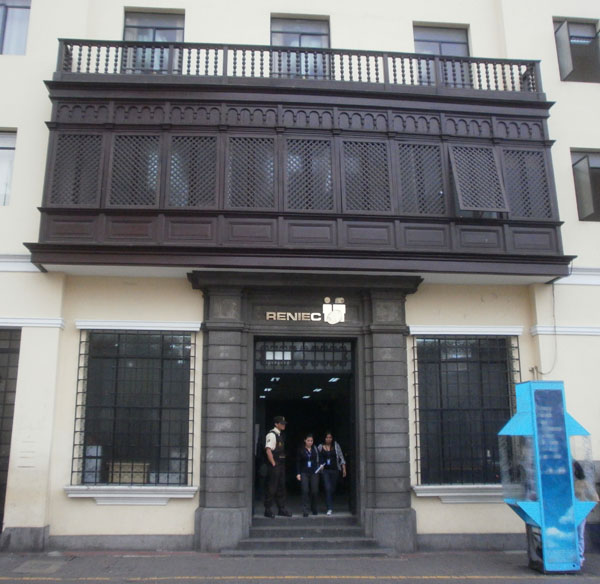
Sede de Jr. Áncash en el Cercado de Lima.

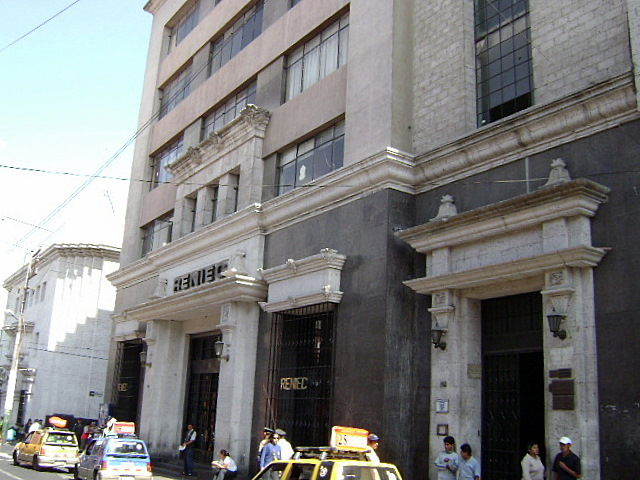
Sede de Arequipa.

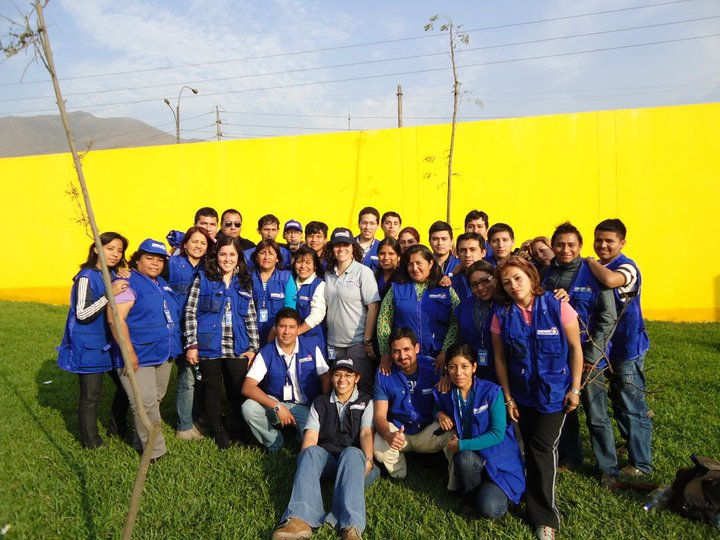
Registradores del Reniec durante una campaña de DNI gratuito en el marco del Decreto de Urgencia N.º 044‑2010

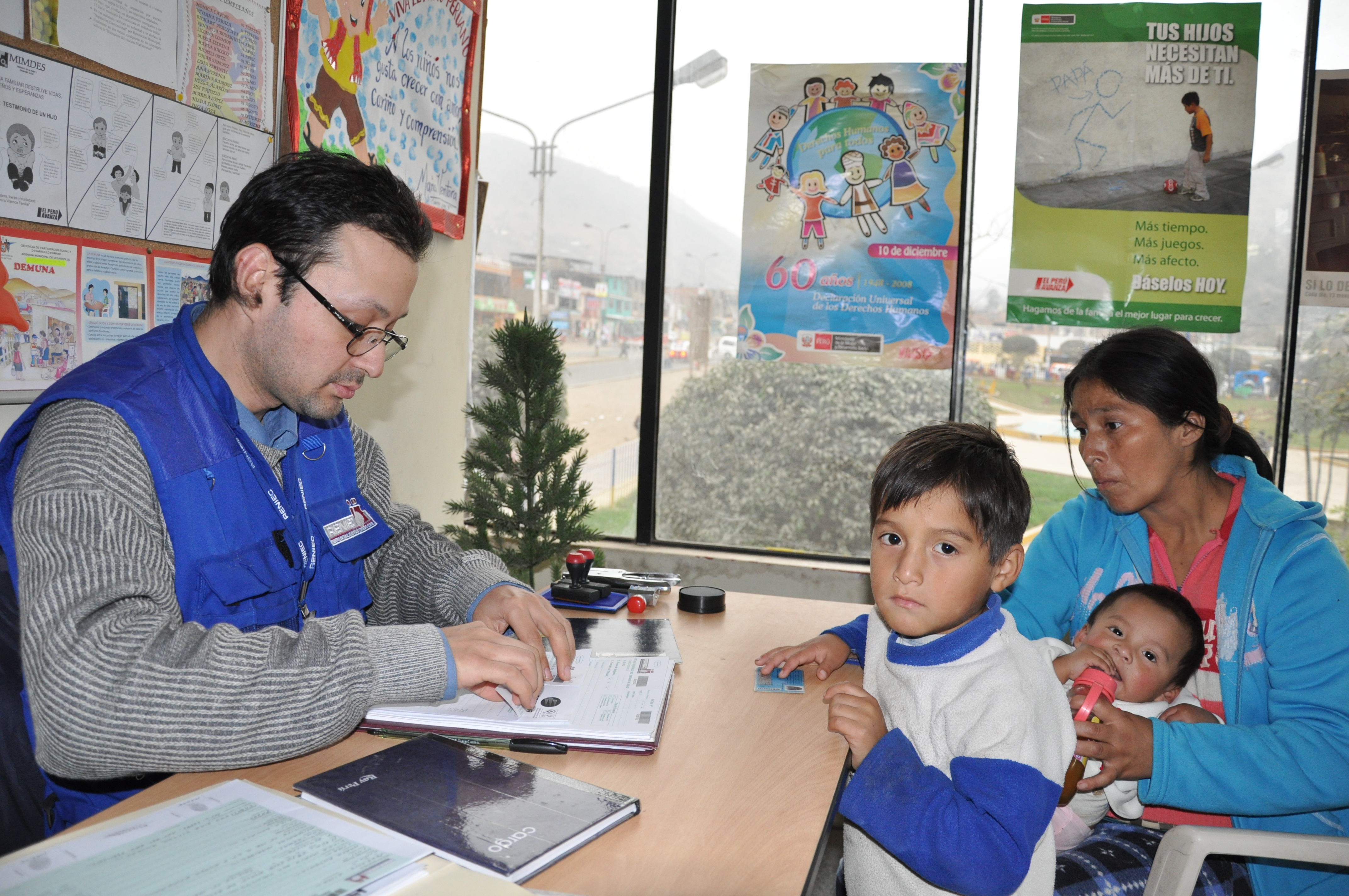
Campaña itinerante de DNI gratuito realizada en Nueva Esperanza, Villa María del Triunfo, Lima, 2010

El RENIEC cuenta 292 oficinas registrales, agencias, puntos de atención y Oficinas Registrales Auxiliares (ORA), esta última se encuentran en los hospitales del Ministerio de Salud y de EsSalud. En el extranjero, dispone de 239 Oficinas Consulares para la atención de los compatriotas.
Cuenta además con 16 Jefaturas Regionales ubicadas en las principales ciudades del país:
- Piura
- Trujillo
- Tarapoto
- Iquitos
- Chimbote
- Huancayo
- Ayacucho
- Arequipa
- Cusco
- Lima
- Puno
- Ica
- Pucallpa
- Huancavelica
- Huánuco
- Amazonas

## Premios y reconocimientos
Desde su creación, el Reniec ha recibido numerosos reconocimientos a su labor:
- Premio Iberoamericano de la Calidad (FUNDIBEQ) 2018
- Premio Creatividad Empresarial 2017
- Premios Novagob Excelencia 2017
- Premio Nacional Democracia Digital 2016
- Premio Iberoamericano de la Calidad (FUNDIBEQ) 2016
- Premio Nacional de Cultura (Ministerio de Cultura) 2015
- Premio Nacional a la Calidad 2015
- The Regional ID Document of The Year 2015
- Premio a las Buenas prácticas Interculturales. La Diversidad es lo nuestro (Ministerio de Cultura) 2014
- Premio Creatividad Empresarial 2013
- Premio de las Naciones Unidas al Servicio Público 2013
- Premio Iberoamericano de la Calidad (FUNDIBEQ) 2012
- Premio Creatividad Empresarial 2011
- Premio Nacional a la Calidad 2011
- Premio a las Buenas Prácticas en Gestión Pública 2011
- Premio Nacional a la Calidad 2010
- Premio a las Buenas Prácticas en Gestión Pública 2010
- Premio Creatividad Empresarial 2009
- Premio a las Buenas Prácticas en Gestión Pública 2009
- Premio Buenas Prácticas Gubernamentales 2006
- Honor al Mérito en el Premio Buenas Prácticas Gubernamentales 2005